# 嘉義客運
嘉義客運（かぎきゃくうん、正式名称:嘉義汽車客運股份有限公司）は、嘉義市、嘉義県、台南渓北地区、雲林県を中心にバスを運行する会社である。地元では林仔抱（リマポウ、台湾語：Lîm-á-phō)（初代社長の林抱に由来）と呼ばれることもある。

## 営業所

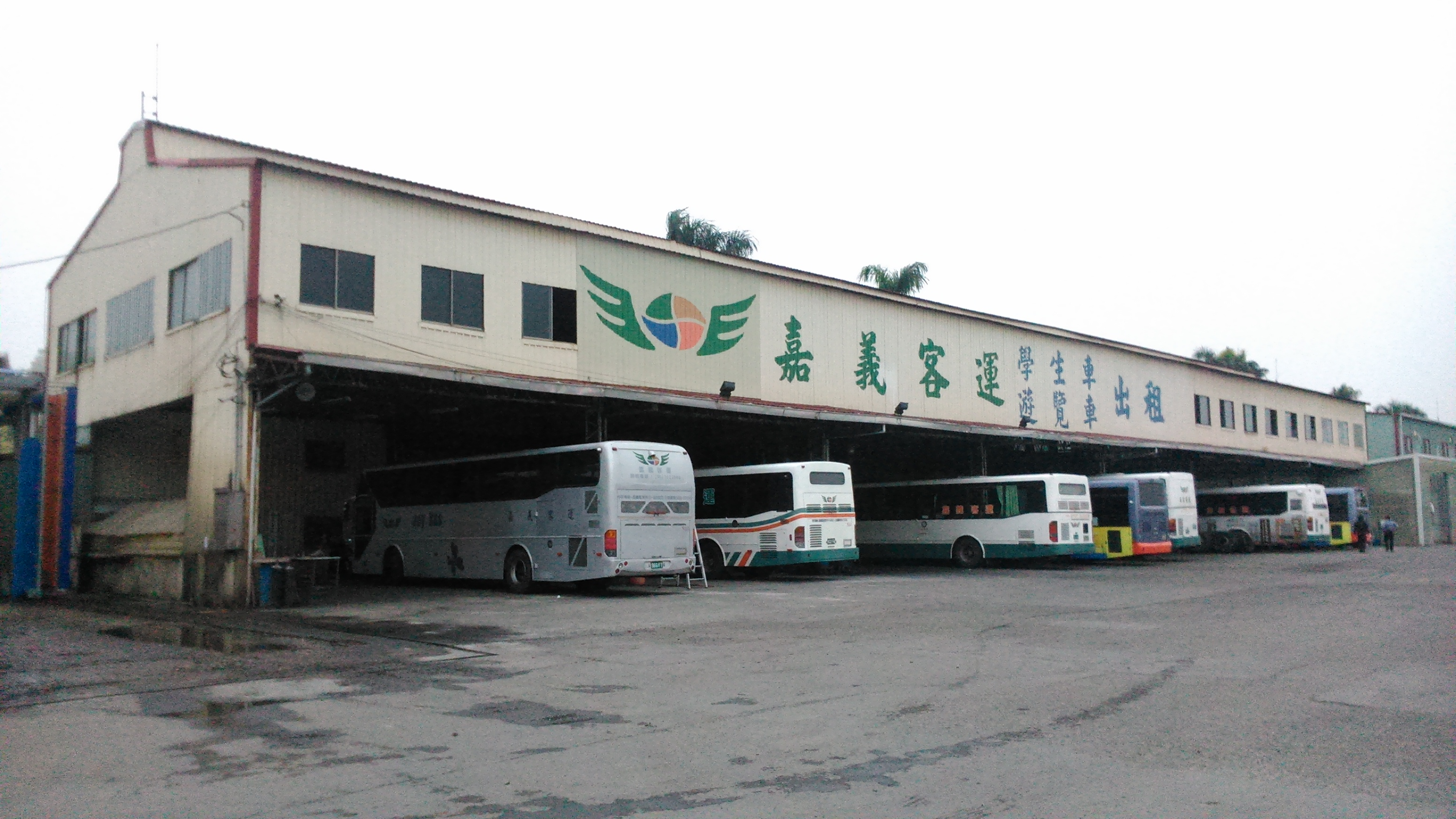
嘉義客運本社

| 営業所名     | 所在地                    |
| ------------ | ------------------------- |
| 嘉義客運本社 | 嘉義市東区後湖忠孝一街1号 |

## 乗り場・営業所
| バスターミナル名       | 所在地                      |
| ---------------------- | --------------------------- |
| 中山站                 | 嘉義市西区嘉義市中山路503号 |
| 嘉義市先期交通転運中心 | 嘉義市西区中興路1号         |
| 台鉄嘉義駅前券売所     | 嘉義市西区中山路558号       |
| 朴子站                 | 嘉義県朴子市山通路59号      |
| 北港站                 | 雲林県北港鎮文化路89号      |

## 沿革
- 1916年（大正5年） - 嘉義庁直隸嘉義区に「嘉義自動車株式会社」、「大同自動車株式会社」設立。樸仔脚支庁樸仔脚区に「東石自動車株式会社」設立。
- 1924年（大正13年） - 北港支庁北港区に「合興自動車株式会社」設立。
- 1942年（昭和17年） - 嘉義自動車株式会社、東石自動車株式会社、合興自動車株式会社、大同自動車株式会社、台湾交通株式会社が合併し、嘉義乗合自動車株式会社に商号変更して、バス事業を開業した[1]。
- 1947年1月 - 嘉義地方振興協会(嘉義市内バス事業者)が合併し、嘉義汽車客運股份有限公司に改組した。
- 2007年1月5日 - 嘉義BRTを運行開始。
- 2014年10月1日 - 嘉義県公車処から嘉義市公車の営業権を継承する[2]。
- 2015年
  - 4月30日 - 嘉義市公車の営業権を放棄[3]。
  - 12月25日 - 7235系統　高鉄嘉義駅 - 北港(国立故宮博物院南部院区経由)路線バスを開業[4]。
- 2019年4月 - 株式の大半を高雄客運に譲渡し同社の子会社となった。経営方針や社名の変更はない[5]。

## 運行路線
| 系統 | 行先                                                                              | 運賃収受方式                                                                                          | 備考 |
| ---- | --------------------------------------------------------------------------------- | --- | --- |
| 7211 | 嘉義県立体育館 - 高鉄嘉義駅 - 台鉄嘉義站後站（嘉義市先期交通転運中心） - 嘉義公園 | 対距離制 または台湾高速鉄道（高鉄）の利用者は無料（高鉄嘉義駅から乗車の場合、高鉄の乗車券を提示）     | - 嘉義BRT公園朴子線 - 高鉄快捷公車(シャトルバス） - 嘉義公園発着 - ノンステップバス - 最も本数が多い主力路線。    |
| 7212 | 故宮南院-高鉄嘉義駅 - 台鉄嘉義站後站（嘉義市先期交通転運中心）-宏仁女中           | 対距離制 または高鉄の利用者は無料（高鉄嘉義駅に乗車の方は、新幹線の乗車券を提示することは必要です。） | - 嘉義BRT宏仁故宮線 - 高鉄快捷公車(シャトルバス） - 宏仁女中発着（嘉義駅西口のバスターミナル） - ノンステップバス |

| 系統 | 行先                                                  | 運賃収受方式 | 備考                                                                    |
| ---- | ----------------------------------------------------- | ------------ | ----------------------------------------------------------------------- |
| 7201 | 嘉義 - 北港（月眉経由）                               | 対距離制     | - 中山站発着 - 嘉義駅経由 - 一部はノンステップバスで運行している。      |
| 7202 | 嘉義 - 北港（民雄経由）                               | 対距離制     | - 中山站発着 - 一部はノンステップバスで運行している。                   |
| 7203 | 嘉義 - 土庫                                           | 対距離制     | - 中山站発着                                                            |
| 7204 | 嘉義 - 渓口                                           | 対距離制     | - 中山站発着                                                            |
| 7205 | 嘉義 - 朴子（太保経由）                               | 対距離制     | - 中山站発着 - 嘉義駅経由                                               |
| 7206 | 嘉義 - 塭港                                           | 対距離制     | - 中山站発着 - 嘉義駅経由                                               |
| 7207 | 嘉義 - 塩水（竹子脚経由）                             | 対距離制     | - 中山站発着                                                            |
| 7208 | 嘉義 - 塩水（重寮経由）                               | 対距離制     | - 中山站発着                                                            |
| 7209 | 嘉義 - 布袋（朴子経由）                               | 対距離制     | - 中山站発着 - 嘉義駅経由                                               |
| 7210 | 嘉義転運站 - 白河（内角経由）                         | 対距離制     | - 嘉義市先期交通転運中心発着（嘉義駅西口のバスターミナル）              |
| 7213 | 嘉義 - 樹林頭（鹿草経由）                             | 対距離制     | - 中山站発着                                                            |
| 7214 | 嘉義転運站 - 関子嶺                                   | 対距離制     | - 嘉義市先期交通転運中心発着（嘉義駅西口のバスターミナル） - 関子嶺温泉 |
| 7215 | 嘉義 - 澐水                                           | 対距離制     | - 中山站発着                                                            |
| 7216 | 嘉義 - 触口                                           | 対距離制     | - 中山站発着                                                            |
| 7217 | 嘉義 - 蒜頭                                           | 対距離制     | - 中山站発着                                                            |
| 7218 | 北港 - 土庫（客子セキ経由）                           | 対距離制     | - 北港站発着                                                            |
| 7219 | 北港 - 土庫（內寮経由）                               | 対距離制     | - 北港站発着                                                            |
| 7220 | 北港 - 東勢厝（渓底経由）                             | 対距離制     | - 北港站発着                                                            |
| 7221 | 北港 - 台西（三條崙経由）                             | 対距離制     | - 北港站発着 - 一部車両は7201と運行している                             |
| 7222 | 北港 - 三條崙（箔子寮経由）                           | 対距離制     | - 北港站発着 - 一部車両は7201と運行している                             |
| 7223 | 北港 - 金湖                                           | 対距離制     | - 北港站発着                                                            |
| 7224 | 北港 - 宜梧                                           | 対距離制     | - 北港站発着                                                            |
| 7225 | 朴子 - 海埔地                                         | 対距離制     | - 朴子站発着                                                            |
| 7226 | 朴子 - 北港（双渓口経由）                             | 対距離制     | - 北港站、朴子站発着                                                    |
| 7227 | 朴子 - 網寮                                           | 対距離制     | - 朴子站発着                                                            |
| 7228 | 朴子 - 港墘厝（副瀬経由）                             | 対距離制     | - 朴子站発着                                                            |
| 7231 | 北港 - 朴子（六脚経由）                               | 対距離制     | - 北港站、朴子站発着                                                    |
| 7233 | 朴子 - 塭港                                           | 対距離制     | - 朴子站発着                                                            |
| 7234 | 朴子 - 布袋（過溝経由）                               | 対距離制     | - 朴子站発着                                                            |
| 7235 | 高鉄嘉義駅 - 北港（故宮博物院南部院区経由）           | 対距離制     | - 北港站発着 - ノンステップバス                                         |
| 7700 | 嘉義 - 斗六聯営線                                     | 対距離制     | - 台西客運と共同運行 - 中山站発着                                       |
| 7701 | 嘉義 - 麦寮聯営線                                     | 対距離制     | - 台西客運と共同運行 - 中山站発着                                       |
| Y01  | 斗六駅(東口のバス停)-華山咖啡大街（華山コーヒー大街） | 対距離制     | - 雲林科技大学経由 - 台湾好行斗六古坑線 - 雲林県市区公車                |

## 利用できるICカード
- 一卡通(iPASS)
- 悠遊卡(Easycard)

## 運賃収受方式
- 対距離制、学生一卡通(iPass Card)では20%割引[7]

## 車両
- 日野自動車HS8JRVL-UTF（ノンステップバス）
- 三菱ふそうトラック・バスRM11FNL
- ボルボ・カーズVolvo B7RLE（ノンステップバス）
- 金旅客車XML6125J15C（ノンステップバス）
- 申沃客車SWB6127（ノンステップバス）

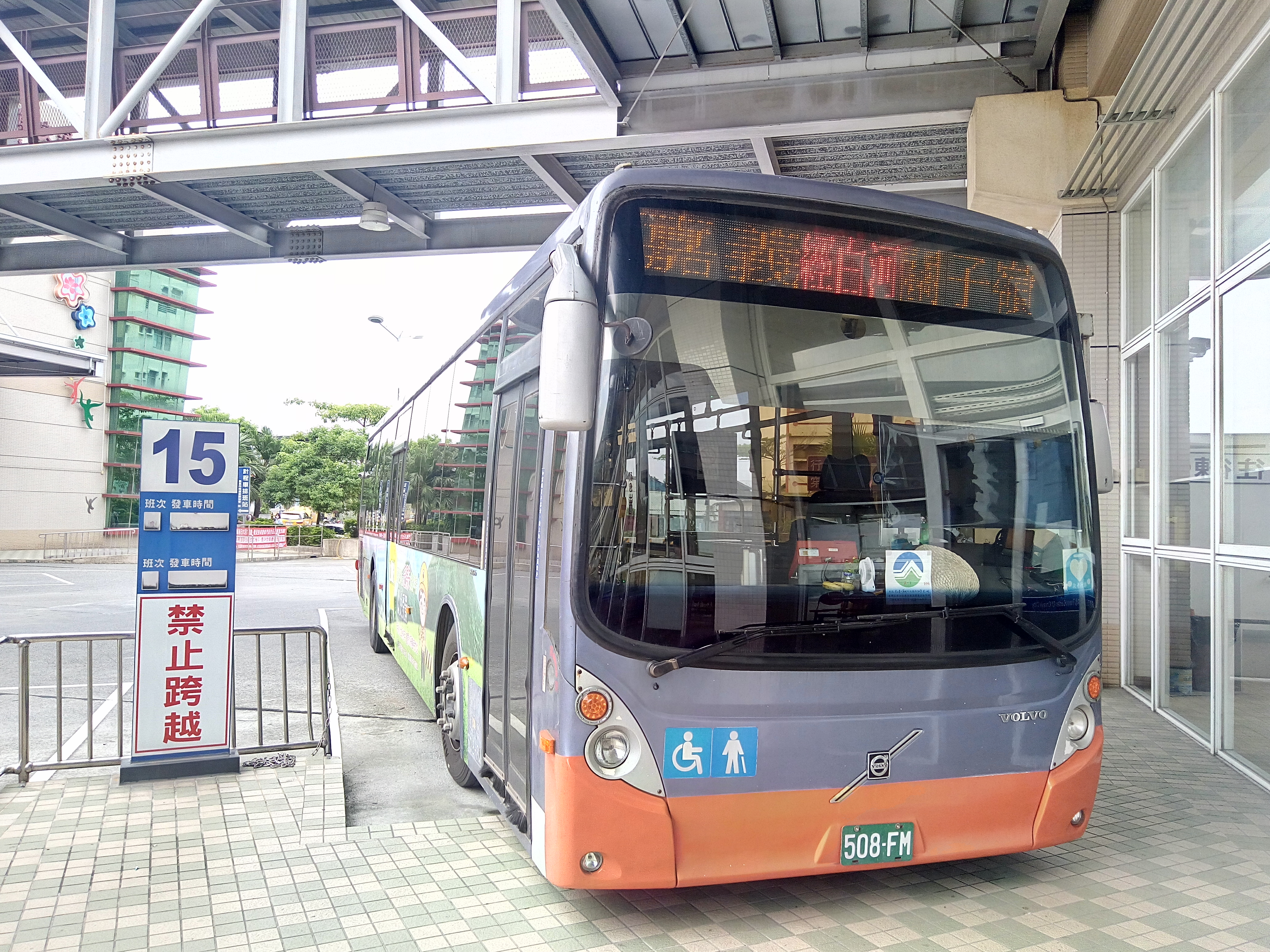
嘉義客運白関線（嘉義-白河/関子嶺 線）Volvo B7RLE ノンステップバス 508-FM - 嘉義市先期交通転運中心前棟ビル、関子嶺行の15番バスのりば
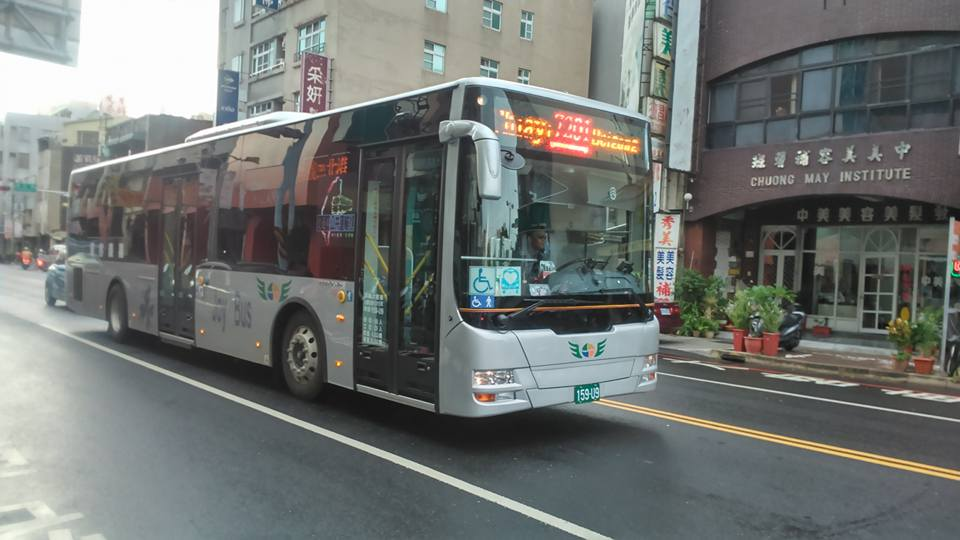
嘉義客運金旅客車（ノンステップバス） 159-U9